# Dragnäsbäcks kyrka
Dragnäsbäcks kyrka är en kyrkobyggnad i Dragnäsbäck i den österbottniska staden Vasa. Kyrkan ägs av Vasa kyrkliga stiftelse och tillhör Vasa svenska församling inom Evangelisk-lutherska kyrkan i Finland.

## Kyrkobyggnaden
Kyrkobyggnaden har ritats av Gösta Bergman. Den blev färdig 1961 och grundrenoverades 1997. Kyrkan rymmer cirka 150 personer.
Klockstapeln är planerad av Marianne Sundell och byggdes år 2001.

## Inventarier
Orgeln med tio stämmor är byggd av H. Heinrich.
De vackra glasmålningarna i kyrksalens fönster är från år 2004. Konstnären Hilkka Rintamäki-Keisanen har gjort de blyinfattade trekantiga konstverken, som alla har skilda motiv med hänvisning till bibeltexter och kyrkans tillkomst.